# حمص أناضولي
حمص أناضولي (الاسم العلمي:Cicer anatolicum) هي نوع نباتي يتبع جنس الحمص من فصيلة البقولية.